# Фрагозу, Аугусту Тасу
Аугу́сту Та́су Фраго́зу (порт. Augusto Tasso Fragoso; 28 августа 1869, Сан-Луис, Мараньян, Бразильская империя — 20 сентября 1945, Рио-де-Жанейро, Бразилия) — бразильский военный и государственный деятель, глава военной хунты, управлявшей страной в период с 24 октября по 3 ноября 1930 года.

## Биография
В 1889 году Фрагозу закончил артиллерийское училище, затем учился в военной школе, где был учеником Бенжамина Констана. В 1918 году получил звание генерала, затем служил начальником штаба сухопутных войск. В 1930 году возглавил военную хунту, которая управляла Бразилией во время революции. В 1933—1939 годах Фрагозу был главой Верховного военного суда Бразилии.

## Память
В честь Аугусту Фрагозу назван муниципалитет Тасу-Фрагозу в штате Мараньян, основанный в 1964 году.

## Личная жизнь
Племянник президента Португалии Ошкара Кармона.